# Magyar–Lengyel Menekültügyi Bizottság
A Magyar–Lengyel Menekültügyi Bizottság (lengyelül: Węgiersko Polski Komitet Opieki nad Uchodźcami) magyar és lengyel közreműködéssel Magyarországon alapított szervezet volt a második világháború idején. Fő célja a megszűnt Lengyelországból Magyarországra érkezett civil és katonai menekültek, köztük gyermekek megsegítése volt. A menekültek választása szerint támogatta a továbbutazásukat Nyugatra, vagy a letelepedésüket Magyarországon. Közreműködött az ellátásukban, a lengyel iskolák működtetésében. Főképp arisztokrata hölgyek irányították, de katolikusok és zsidók együttműködtek benne, és az ellátott lengyelek közt is vegyesen voltak katolikusok és zsidók. A német nyomás által akadályozott Teleki Pál miniszterelnök ezen a civil szervezeten keresztül tudott hatni a lengyelügyre, illetve tartott fenn kapcsolatot lengyel hivatalos körökkel.

## Története
Magyarországon a két világháború közötti időben számos lengyel–magyar szervezet működött a politika, a gazdaság és a kultúra területén. Kezdetben főképp magyar érdeket szolgáltak, mert segítették, hogy az ország kitörhessen a nemzetközi elszigeteltségéből, amit Trianon okozott.
A szervezetek szorosan együttműködtek egymással, és átfedések is voltak közöttük. De különböztek is egymástól a céljaik, a tevékenységük vagy a tagságuk által. A magyar arisztokrácia legitimista elveket valló része kivétel nélkül lengyelbarát volt, és számos szervezetet ők alapítottak és irányítottak. A talán legfontosabb tudományos-kulturális egyesület, a Magyar Mickiewicz Társaság ugyanakkor főleg polgári személyekből állt.
A magyar-lengyel katonai együttműködés egyfajta előzménye a Nyáry Albert és Miklóssi Ferdinánd Leó által alapított Magyar-Lengyel Egyesület 1914-ben létrehozott Önkéntesek Lengyel Bizottsága volt, mely az első világháború és a lengyel-bolsevik háború idején félezer magyar katonát toborzott a Lengyel Légióba. 1921-ben a veteránok összefogása érdekében megalapították a Lengyel Légionisták Egyesületét is, amely a két világháború közti időben élénk lengyel kapcsolatokkal rendelkezett, és 1939 őszétől kivette a részét a lengyel menekültek fogadásának, ellátásának feladatából, együttműködésben a Menekültügyi Bizottsággal.
A második világháború kezdetekor a Magyar Vöröskereszt és a Magyar–Lengyel Egyesületek Szövetsége elnöki tisztségét Széchenyi Károly (1906-1971) gróf töltötte be. A Vöröskereszt javaslatára a Társaság keretében jött létre a Magyar–Lengyel Menekültügyi Bizottság 1939. szeptember 21-én, néhány nappal Lengyelország német és szovjet lerohanása után.
Első elnöke Széchényi lett, de már októberben lemondott. Tisztségét báró Csekonics Iván vette át. Széchenyi ettől függetlenül aktív maradt, ő tartotta a személyes kapcsolatot Leon Orłowski lengyel követtel.
A Bizottság székhelye Budapesten, a Fő utca 11. alatt volt az Andrássy-palotában.
A Bizottság szoros kapcsolatot tartott fenn Id. Antall József menekültügyi kormánybiztossal, és a Belügyminisztériummal. Idővel kiváltak belőle a lengyel hivatalos személyek, és megalapították a Lengyel Polgári Bizottságot. Ennek vezetője Henryk Sławik lett. Sławik feleségét és lányát Szapáry Erzsébet 1943-ban hamis útlevéllel Magyarországra hozta Varsóból.
A világháború után megszűnt a Bizottság, és a Magyarországon tartózkodó menekültek zöme visszatért Lengyelországba. Kis részük viszont maradt, letelepült végleg. Néhány időközben elhunyt menekült Kőbányán, a Lengyel parcellában nyugszik.
A tagok közül egyeseket megöltek, mártíromságot szenvedtek, sokaknak pedig emigrálniuk kellett.

## Szervezet
A szakirodalom máig nem nevezte meg a Bizottság összes tagját, különböző névsorok ismertek. Továbbá a megnevezett személyek különféle neveken szerepelnek (lánykori vagy férjezett név), így az azonosításuk nehéz.
- Elnök: gr. Károlyi Józsefné (gr. Margarate von Wenckheim).
- Társelnökök: gr. Szapáry Erzsébet, Leon Zamenczik.
- Az elnökség tagjai: hg. Odescalchi Károlyné (Andrássy Klára), Cziráky Józsefné (gr. Andrássy Ilona), Pallavicini Györgyné (gr. Andrássy Borbála), br. Weiss Edit, br. Zeyk Adél, gr. Dessewffy Gyuláné (Bársony Éva), Salamon-Rácz Béláné, gr. ifj. Szapáry Pál, gr. Eszterházy János.
- Titkár: Salamon-Rácz Tamás (később Dóró Gábor is).
- Tagok: Vajkai Rózsi (a Nemzetközi Gyermekmentő Szolgálat képviselője),  dr. Jan Kąłłątaj (orvostábornok, a menekültek egészségügyi főnöke), Józef Wagner (mérnök, a Lengyel YMCA (Young Mens Christian Association) igazgatója, Maria Jankowska (a budapesti Lengyel Könyvtár igazgatója), Miklóssi Ferdinánd Leó (a Lengyel Légionisták Szövetsége elnöke), Zbigniew Kościuszko (a Wieści Polskie főszerkesztője), a Tygodnik Polski szerkesztősége, Csorba Tibor festőművész, Kajtár Jenő (a Lengyel–Magyar Főiskolai Diákszövetség elnöke), Aleksander Król (a Lengyel Internált Katonák Képviselője).

## Feladatai
A Bizottság egyes becslések szerint 120 000 menekült ügyét intézte. Feladata kiterjedt 
- a lengyel katonák illegális evakuálására Nyugatra,
- a lengyel menekültek segélyezésére,
- az elemi, középiskolai és egyetemi szintű oktatás megszervezésére, illetve biztosítására,
- egészségügyi szolgálat, kórházak, árvaházak fenntartására,
- a kulturális és művészeti élet fenntartására.

Teleki Pál a Bizottságon keresztül tartotta kézben a menekültkérdést. Főképpen az után, hogy 1941. január 1-jétől a magyar kormány formálisan megszakította a diplomáciai kapcsolatot az emigráns Sikorski-kormánnyal. Teleki a szervezetet arra is használta, hogy információkat szerezzen a lengyel helyzetről.
A Bizottság közreműködésével Kadarkúton, Keszthelyen, Nagykanizsán, Egerben és másutt létesültek lengyel iskolák. A második világháború idején Európában egyetlen lengyel tannyelvű és lengyel tanrendű középiskola működött, a balatonboglári Varga Béla tisztelendő vezetésével. Jelentős árvaházat alapítottak Vácott.
A Bizottság többszáz ember munkáját irányította vagy segítette országszerte, és bizonyos munkamegosztás is működött a tagok között. Szapáry Erzsébet például főleg gyerekekkel és az iskolaüggyel foglalkozott. Andrássy Klára a Lengyel Orvosi Rendelőt és a Lengyel Vöröskereszt magyarországi kirendeltségét segítette a Fő utcai Andrássy-palotában.
A Bizottság nevén volt az a Magyar Nemzeti Bankban vezetett számla, amelyre külföldről pénzt lehetett küldeni a lengyel menekültek javára.